# Giải Cánh diều cho âm thanh xuất sắc
Giải Cánh diều cho âm thanh xuất sắc là một giải nằm trong hạng mục Phim điện ảnh của giải thường điện ảnh thường niên Giải Cánh diều, bắt đầu được trao giải từ năm 2005. Giải thưởng này được trao cho các nhạc sĩ, nhà soạn nhạc biên tập và làm hiệu ứng âm thanh.

## Danh sách nhận giải

### Thập niên 2000
| Năm              | Người thắng giải    | Phim               | Chú thích |
| ---------------- | ------------------- | ------------------ | --------- |
| (Lần thứ 3) 2005 | Bành Bắc Hải (1)    | Hàng xóm           | [ 1 ]     |
| (Lần thứ 4) 2006 | Nguyễn Huy Căn      | Giải phóng Sài Gòn | [ 2 ]     |
| (Lần thứ 5) 2007 | Des O'Neil          | Áo lụa Hà Đông     | [ 3 ]     |
| (Lần thứ 6) 2008 | Kim Do Hyun         | Mười               | [ 4 ]     |
| (Lần thứ 7) 2009 | Phạm Viết Thanh (1) | Giải Cứu Thần Chết | [ 5 ]     |

### Thập niên 2010
| Năm               | Người thắng giải                  | Phim                         | Chú thích     |
| ----------------- | --------------------------------- | ---------------------------- | ------------- |
| (Lần thứ 8) 2010  | Bành Bắc Hải (2)                  | Đừng đốt                     | [ 6 ]         |
| (Lần thứ 9) 2011  | Nguyễn Trung Hiếu                 | Cô dâu đại chiến             | [ 7 ]         |
| (Lần thứ 10) 2012 | (Không trao giải)                 | (Không trao giải)            | [ 8 ]         |
| (Lần thứ 11) 2013 | Trần Đức Quang, Trần Anh Khoa     | Thiên mệnh anh hùng          | [ 9 ]         |
| (Lần thứ 12) 2014 | Bành Bắc Hải (3)                  | Những người viết huyền thoại | [ 10 ] [ 11 ] |
| (Lần thứ 13) 2015 | Tô Hiếu                           | Đoạt hồn                     | [ 12 ]        |
| (Lần thứ 14) 2016 | Trần Mạnh Hoàn                    | Cầu vồng không sắc           | [ 13 ]        |
| (Lần thứ 15) 2017 | Phạm Viết Thanh (2)               | Fan cuồng                    | [ 14 ]        |
| (Lần thứ 16) 2018 | Võ Trung Nhân, Nguyễn Trọng Thanh | Ngày mai mai cưới            | [ 15 ]        |
| (Lần thứ 17) 2019 | (Không trao giải)                 | (Không trao giải)            | [ 16 ]        |

### Thập niên 2020
| Năm               | Người thắng giải                 | Phim                         | Chú thích     |
| ----------------- | -------------------------------- | ---------------------------- | ------------- |
| (Lần thứ 18) 2020 | Vũ Thành Long                    | Hạnh phúc của mẹ và Mắt biếc | [ 17 ]        |
| (Lần thứ 19) 2021 | Wall Sound                       | Trạng Tí phiêu lưu ký        | [ 18 ]        |
| (Lần thứ 20) 2022 | Hoàng Thu Thủy, Nguyễn Đình Cảnh | Bình minh đỏ                 | [ 19 ] [ 20 ] |
| (Lần thứ 21) 2023 | Vũ Hoàng Phương, Vũ Công Minh    | Mười: Lời nguyền trở lại     | [ 21 ] [ 22 ] |